# Cajamarca

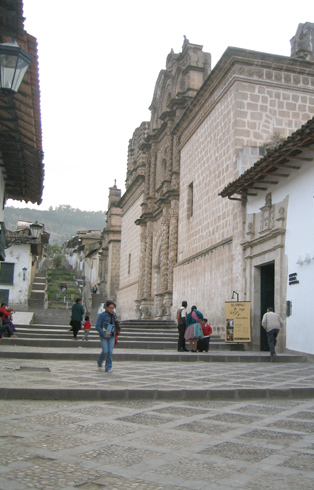
Phố ở Cajamarca

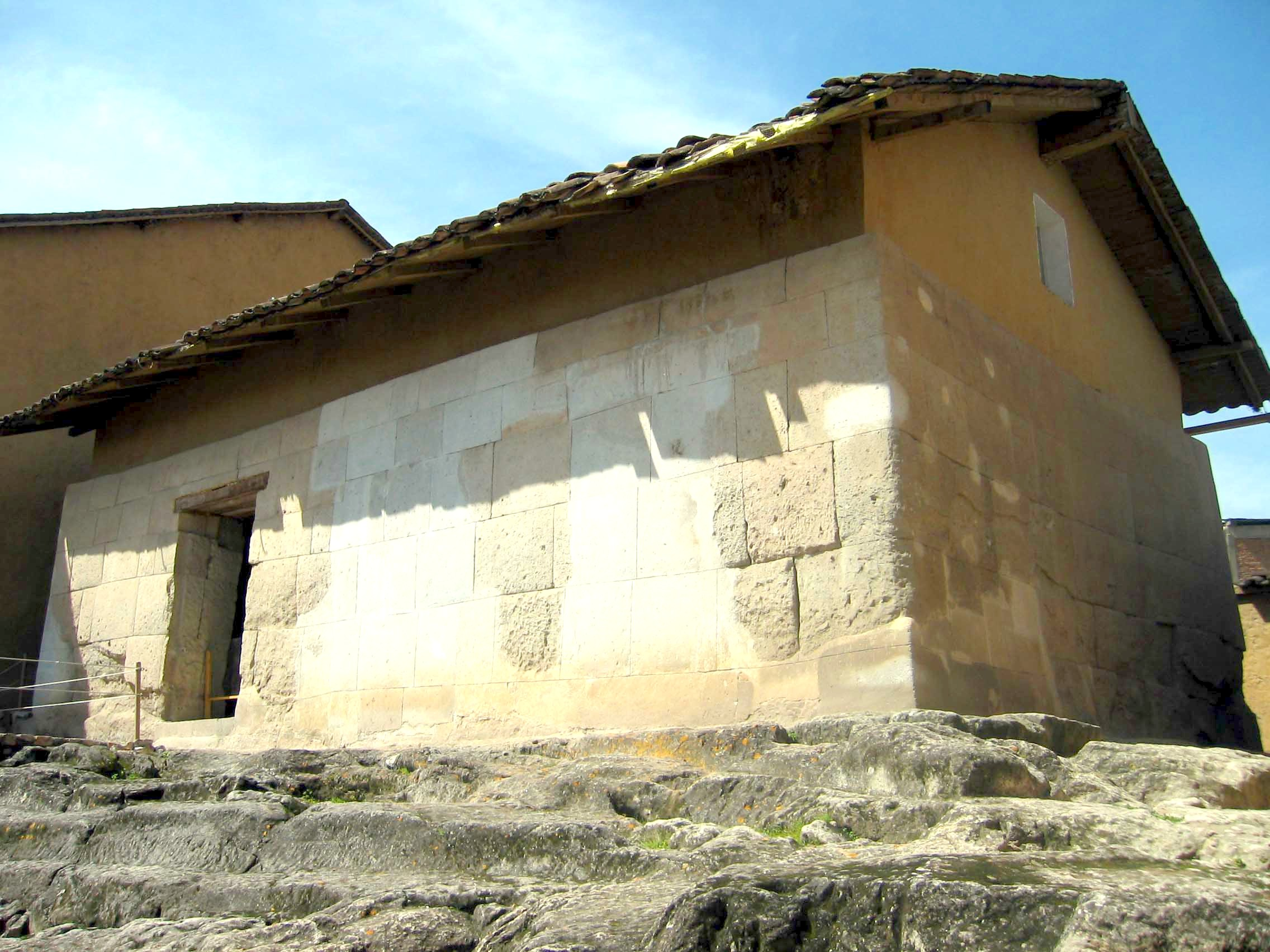
Phòng chuộc (El Cuarto del Rescate) của Atahualpa.

Cajamarca là một thành phố nằm ở vùng cao nguyên phía bắc của Peru và là thủ phủ của vùng Cajamarca. Thành phố nằm ở độ cao khoảng 2.700 m (8900 ft) trên mực nước biển và có dân số khoảng 217.000 người. Cajamarca có khí hậu xích đạo vì vậy khí hậu ôn hòa, khô và nắng, tạo ra đất màu mỡ. Thành phố này nổi tiếng với pho mát và các sản phẩm từ sữa. Cajamarca còn nổi tiếng với nhà thờ và suối nước nóng, hoặc phòng tắm Inca. Ngoài ra còn có một số các địa điểm có hoạt động khai thác khoáng sản ở khu vực xung quanh. Hầu hết dân Peru biết Cajamarca nhiều hơn cả là nơi chấm dứt Đế chế Inca trong trận Cajamarca, nơi bắt giữ, hành hạ và giết người vị hoàng đế cuối cùng của Inca Atahualpa.
Thành phố có Sân bay Mayor General FAP Armando Revoredo Iglesias.

## Lịch sử
Thành phố có lịch sử hơn 2000 năm. Dấu vết của nền văn hóa tiền Chavin có thể được nhìn thấy xung quanh các địa điểm khảo cổ như Cumbe Mayo và Kuntur Wasi. Trong thời gian giữa năm 1463 và 1471, Tupac Inca chinh phục khu vực và nhập Cajamarca vào Tawantinsuyu, hoặc Đế chế Inca, mà lúc đó vẫn đang được cai trị bởi cha của Tupac là Pachacuti.
Vị trí của Cajamarca trong lịch sử nổi bật bởi các sự kiện năm 1532. Atahualpa đã đánh bại anh trai mình là Huáscar trong một cuộc chiến giành ngôi vua Inca ở Quito. Trên đường đi của mình đến Cusco để xưng đế cùng với quân đội của ông gồm 80.000 binh sĩ, ông dừng lại tại Cajamarca. Francisco Pizarro và 168 binh lính của ông đã gặp Atahualpa ở đây sau đi nhiều tuần từ Piura. Pizarro đến gặp mặt thủ lĩnh Inca, với một đoàn tùy tùng 168 người, yêu cầu phía Inca phải cải sang đạo Kitô. Atahualpa cầm quyển Kinh thánh và ném xuống sàn nhà, cùng với yêu sách của Tây Ban Nha như một lời thách đấu, thông qua một số người phiên dịch, Atahualpa khẳng định rằng ông không muốn hiểu những gì trong cuốn sách kia. Quân Tây Ban Nha đã tấn công đoàn tùy tùng của thủ lĩnh Inca và bắt sống Atahualpa.